# Pasmo Bliźniaków

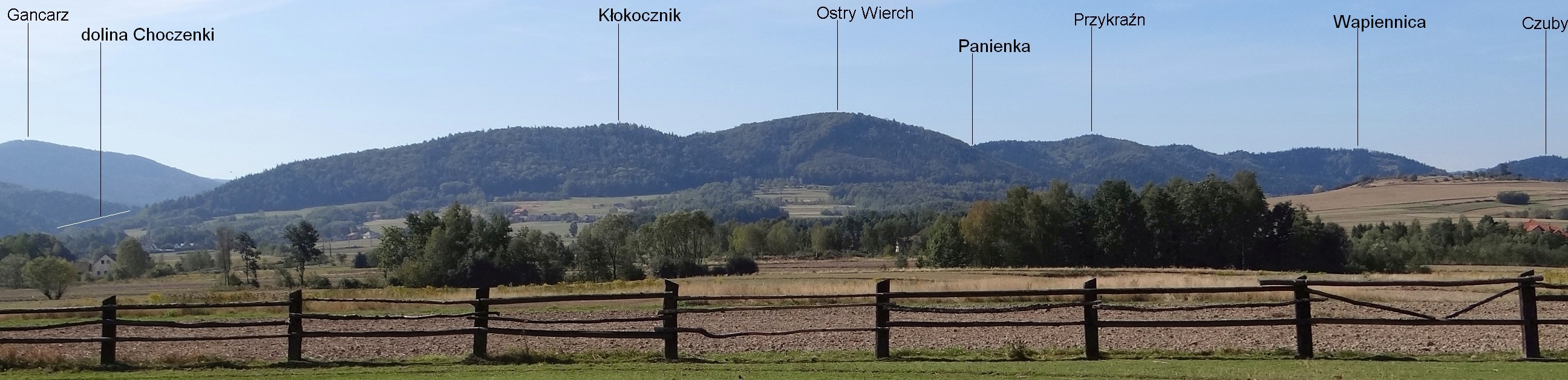
Zachodnia część Pasma Bliźniaków. Widok z Choczni

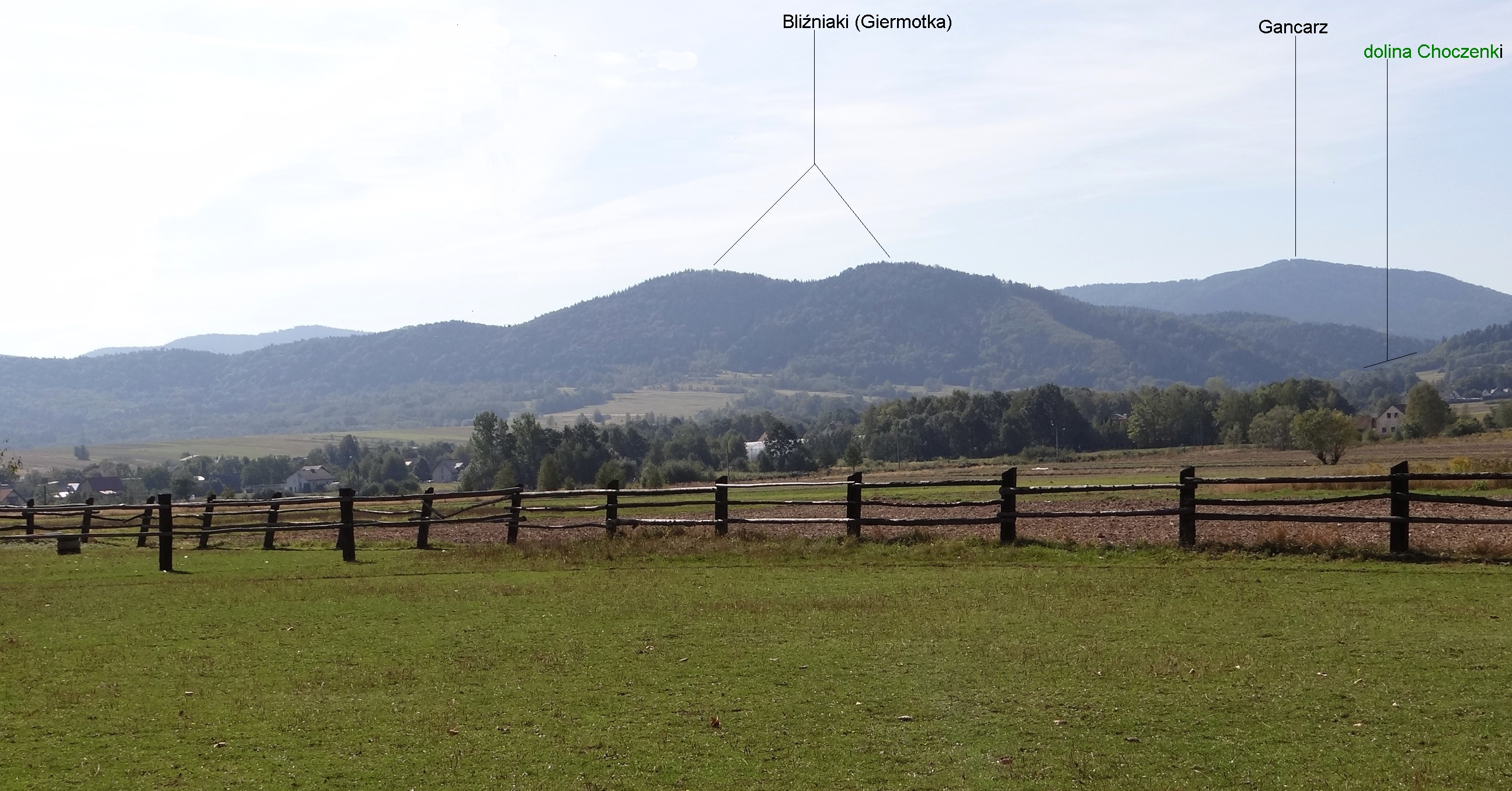
Wschodnia część Pasma Bliźniaków. Widok z Choczni

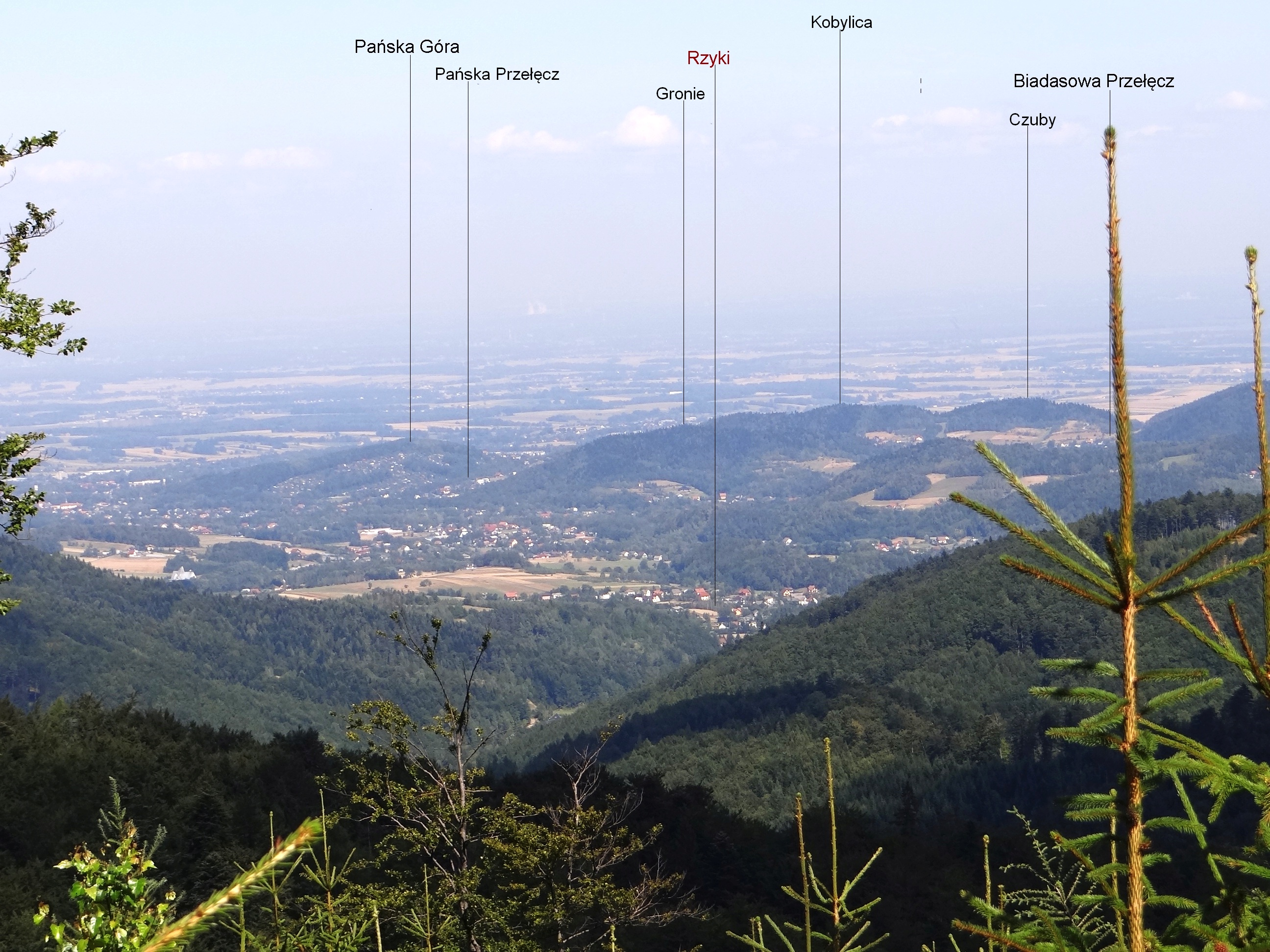
Widok ze Smrekowicy na wschodnią część Pasma Bliźniaków

Pasmo Bliźniaków – niskie i długie pasmo górskie na północnych obrzeżach Beskidu Małego. Ciągnie się od doliny Wieprzówki w Andrychowie po dolinę Skawy na wschodzie. Ma przebieg równoleżnikowy i jest wyraźnie wyodrębnione od pozostałych wzniesień Beskidu Małego. Na północy jego wzniesienia opadają na równinne tereny Pogórza Śląskiego, od południa do doliny Wieprzówki i Ponikiewki. Z pozostałymi wzniesieniami Beskidu Małego łączy go tylko północno-zachodni grzbiet Gronia Jana Pawła II zaliczany do Pasma Łamanej Skały. Za granicę między tymi dwoma pasmami można uznać Przełęcz Kaczyńską będącą najgłębszym wcięciem w grzbiecie oddzielającym dolinę Wieprzówki od doliny Choczenki.
Spływająca z południa na północ Choczenka dokonała głębokiego przełomu w Paśmie Bliźniaków, dzieląc go na dwie części:
- część zachodnia. Kolejno znajdują się w niej: Pańska Góra, Przełęcz Pańska, Gronie, Kobylica, Czuby, Przełęcz Biadaszowska, Wapiennica, Przełęcz Wapiennicka, Przykraźń, Panienka, Ostry Wierch, Kłokocznik[3][4],
- część wschodnia: Giermotka, Bliźniaki, Przełęcz im. Czesława Panczakiewicza, Łysa Góra, Przełęcz Emila Zegadłowicza, Iłowiec[3][4].

Z Inwałdu przez Przełęcz Wapiennicką Pasmem Bliźniaków aż do Gorzenia Górnego prowadzi żółty szlak turystyczny. Od Andrychowa po Panienkę biegnie zielony szlak turystyczny wiodący dalej do schroniska PTTK Leskowiec. Na krótkim odcinku od Wapienicy po Panienkę szlaki te biegną razem. Na poprzek przecinają Pasmo Bliźniaków jeszcze trzy inne szlaki turystyczne:
 z Inwałdu przez Przełęcz Biadaszowską do Rzyk,
 z Wadowic przełomem Choczenki do Rzyk,
 z Wadowic przez Przełęcz Cz. Panczakiewicza do schronisko PTTK Leskowiec.
Pasmo Bliźniaków porasta las. Wskutek wielowiekowego osadnictwa wycięto jednak dużą część tego lasu. Wysoko na jego zbocza podchodzą pola uprawne, są też polanki. Dzięki temu z wielu jego miejsc roztaczają się panoramy widokowe.